# Верхнее Абдряшево
Ве́рхнее Абдря́шево (баш. Үрге Әбдрәш) — деревня в Абзелиловском районе Республики Башкортостана России, относится к Альмухаметовскому сельсовету. 
Деревни Верхнее и Нижнее Абдряшево — одни из старейших деревень Абзелиловского района. Раньше они назывались Верхний и Нижний Нугай соответственно. Имеются сведения, что эти деревни существовали ещё в XVI веке.

## Население
| 1939 | 1959 | 1968 | 1970 | 1979 | 1989 | 2002 |
| ---- | ---- | ---- | ---- | ---- | ---- | ---- |
| 167  | ↗232 | ↗313 | ↗375 | ↗467 | ↘425 | ↗440 |
| 2009 | 2010 |      |      |      |      |      |
| ↗499 | ↘458 |      |      |      |      |      |

## Географическое положение
Расстояние до:
- районного центра (Аскарово): 56 км,
- центра сельсовета (Целинный): 7 км,
- ближайшей железнодорожной станции (Альмухаметово): 10 км,
- ближайшего железнодорожного остановочного пункта (остановочный пункт 82 км): 0,7 км.

## Улицы
- Абдряша Батыра[10],
- Курея,
- Кизильская,
- Нугай,
- Салавата Юлаева,
- Школьная,
- Верхнедеревенская.

## Происхождение названия
Топоним состоит из двух частей: баш. Үрге — верхний и башкирского личного имени баш.  Әбдрәш (рус. Абдряш).

## Религия
В деревне есть мечеть.